# Obléhání Paříže (1370)
Obléhání Paříže uskutečnil v roce 1370 velitel anglického krále Robert Knolles při svém tažení do Francie během stoleté války.

## Historický kontext
Francouzský král Jan II. zemřel v roce 1364 a dauphin Karel nastoupil na trůn jako Karel V. Nový král chtěl s hlavním městem vycházet lépe než při předchozím obléhání a zajistit mu dostatek bezpečí. Věnoval velkou část daní povolených generálními stavy v roce 1369 na dokončení opevnění Paříže, které začal Étienne Marcel před 12 lety.
Robert Knolles, který stál v čele 4000 lukostřelců a 1500 ozbrojenců, opustil koncem července 1370 Calais, vstoupil do oblasti Boulonnais a drancoval krajinu, přičemž se vyhnul opevněným městům jako Amiens, Noyon, Remeš a Troyes.

## Obléhání
Anglické jednotky Roberta Knowlesa se objevily před Paříží 23. září 1370, kam přijely z Gâtinais a vypálily vesnice kolem města.
Tři francouzské armády chtěly vyrazit do boje, ale Karel V. otevřený střet zakázal. Už nechtěl riskovat osud kvůli jedinému rozhodujícímu dni a upřednostňoval částečné útoky, záškodnický boj, obléhání a léčky, během nichž se Angličané pozvolna vyčerpávali. Po vyrabování a spálení pařížského předměstí se po dvou dnech, aniž by zahájily boj proti vojsku francouzského krále, anglické jednotky stáhly.

## Následky
Anglická armáda zamířila k Maine, kde byla vyčerpána mimořádnou zimou uprostřed země, kterou sama zničila, přičemž byla obtěžována oddíly konstábla Bertranda du Guesclina, který jim 4. prosince 1370 uštědřil porážku v bitvě u Pontvallainu.